# Beaumerie-Saint-Martin
Beaumerie-Saint-Martin é uma comuna francesa na região administrativa de Altos da França, no departamento de Pas-de-Calais. Estende-se por uma área de 9,37 km². Em 2010 a comuna tinha 407 habitantes (densidade: 43,4 hab./km²).